# 地质遗迹
联合国教科文组织（UNESCO）对地质遗迹的定义：是指在地球演化的漫长地质历史时期，由内外动力地质作用形成发展并遗留下来的，不可再生的地质遗产。即地球演化过程中保留下来的、直观、可解读的天然记录。
地质遗迹资源具有特殊性，表现在五个方面：
1. 相对稀有性；
2. 不可再生性；
3. 不可移动性；
4. 不可复制性；
5. 视觉脆弱性。

## 地质遗迹资源
地质遗迹资源，是一种独特的自然资源，是生态环境和旅游资源的重要组成部分，是影响生物多样性的基本要素，属自然遗产范畴。

## 地质遗迹资源点
即有地质遗迹资源分布的地点。这个点上的地质遗迹资源可以是单个，也可以由相同或不同类型的多个地质遗迹资源组合在一起。

## 地质遗迹资源带
即地质遗迹资源分布带。可以是同一类型地质遗迹的呈带状分布，也可以是呈带状分布的不同类型遗迹资源的组合。

## 地质遗迹资源区
指在一定自然地理界限范围内，集中分布着一种或多种类型的地质遗迹资源，这个具有自然地理界限的区域，就是地质遗迹资源区。地质遗迹资源区是建立地质遗迹保护区或地质公园的基本单元。

## 地质遗迹保护区
地质遗迹保护区系指为了有效保护地质遗迹及其组成的地质遗迹资源区，必须将其界定在一定范围内，依靠法律的、经济的手段进行保护，并开展科学研究工作，使地质遗迹发挥其科学研究、环境保护的价值，在条件成熟时还可规划建立地质公园，以开发促保护，促进地方经济发展。这样一个以保护地质遗迹为主，并有一定自然地理界限的区域即为地质遗迹保护区。